# تنجا

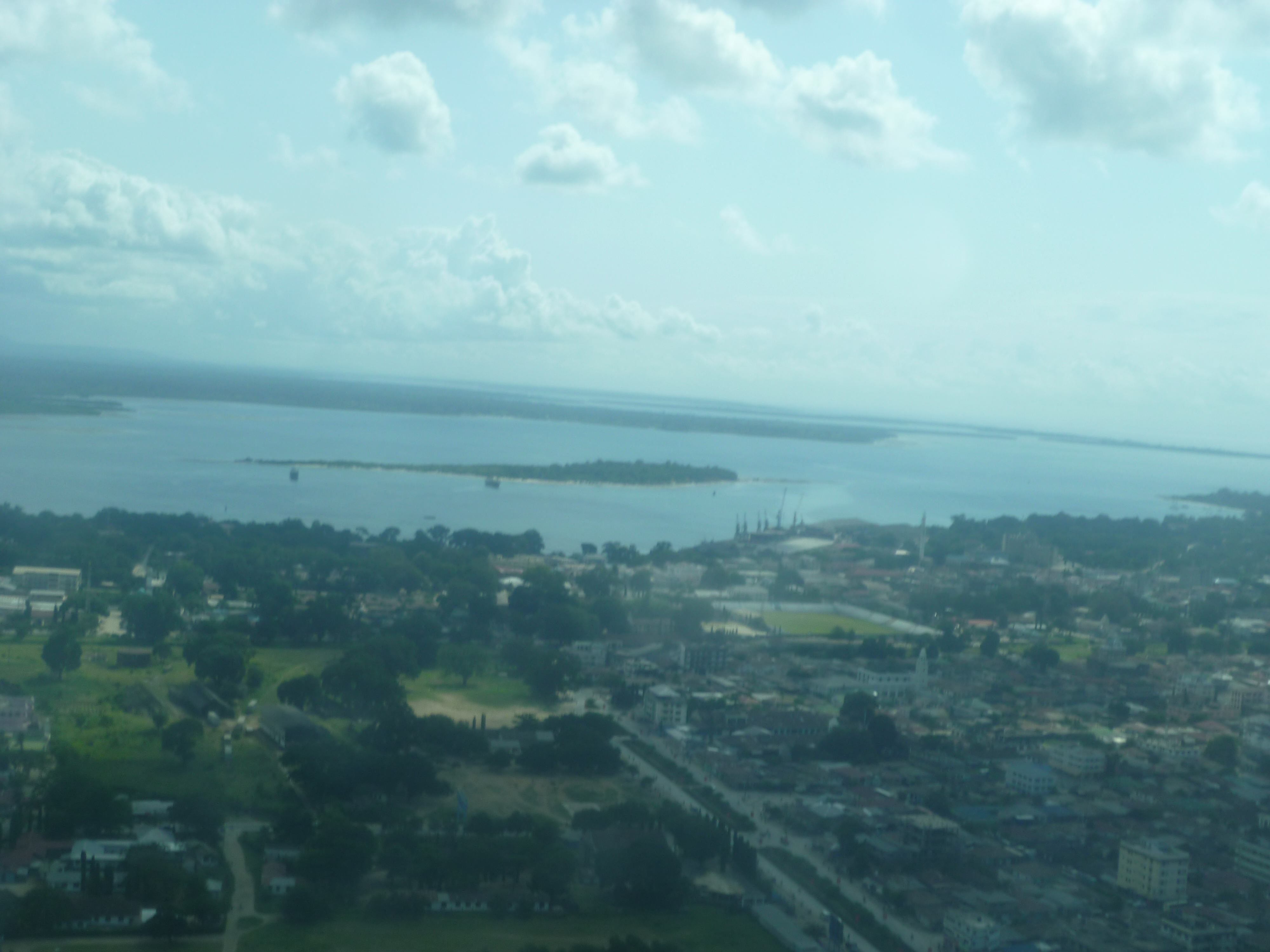
دودما

ميناء تَنْگا هو عاصمة محافظة تنگا بأقصى شمال تنزانيا، على الحدود الكينية. وهي ميناء رئيسي على المحيط الهندي لتصدير السيزال والبن والشاي والقطن. وهي محطة سكك حديدية هامة تربطها القطارات بباقي تنزانيا ومنطقة البحيرات العظمى.

## تاريخ
في عام 1889 اختيرت تنگا لتكون مركزاً بشرق أفريقيا الألماني.
وكأقرب مدينة ساحلية لكينيا، كانت تنگا على خط المواجهة في الحرب العالمية الأولى. تم صد الإنزال البريطاني في 4 نوفمبر 1914 في معركة تنگا، ولم يأخذها البريطانيون حتى 7 يوليو 1916.

## السكان
عدد سكان مينة تنگا هو 243,580 (عام 2002) وتعداد محافظة تنگا كان 1,643,015.

## تقسيمات إدارية
تتكون محافظة تَنْگا من سبع مراكز:
- تَنْگا
- مُحِظة
- كُرُگْوي
- لوشوتو
- پَنْگاني
- هَنْدِني
- كِلِنْدي

## توأمة
لتنجا اتفاقيات توأمة مع كل من:
- إكرنفورده
- يانغتشو (18 يناير 2018 - )[8]

## أعلام
- توم فون برنس
- مارغريت بيلينغهام
- عبدي باندا
- توماس أوليموانجو
- راشد علي حاج مطوملا